# Francine Niyonsaba
Francine Niyonsaba, född 5 maj 1993, är en burundisk medel- och långdistanslöpare.

## Karriär
Niyonsaba blev olympisk silvermedaljör på 800 meter vid olympiska sommarspelen 2016 i Rio de Janeiro.
I augusti 2021 vid OS i Tokyo slutade Niyonsaba på 5:e plats på 10 000 meter. Hon tävlade även på 5 000 meter, men blev diskvalificerad i försöksheatet.